# Yo me bajo en la próxima, ¿y usted?
Yo me bajo en la próxima, ¿y usted? és la primera obra de teatre escrita per Adolfo Marsillach i estrenada al Teatre de la Comedia de Madrid el gener de 1981.

## Argument
Ambientada en una ciutat de l'Espanya de la dècada de 1950, un home i una dona coincideixen en un vagó del metro i, després d'entaular conversa, decideixen tornar a veure's. Després d'un mes de contactes, es casen. Però el matrimoni està abocat al fracàs. Ell i ella es dirigeixen al públic, amb la seva pròpia versió de les causes del fracàs, evocant records, personatges del seu passat i experiències que els van marcar i que van poder influir en comportaments posteriors. Tot això intercalat amb números musicals.

## Representacions destacades
- Teatre (Estrena, gener de 1981). Intèrprets: José Sacristán, Concha Velasco. Piano: José Manuel Yanes. Amb Sacristán substituït pel mateix Marsillach en gener de 1982. Substitucions posteriors: En 1982 per Juan Diego i María Luisa San José i en 1983 per Gerardo Malla i María Fernanda D'Ocón.
- Teatre (Estrena a Barcelona, 1982). Intèrprets: Fernando Guillén, Rosa Maria Sardà.[3]
- Cinema (1992). Direcció: José Sacristán. Intèrprets: José Sacristán, Concha Velasco, Tina Sáinz, María Isbert.[4]
- Teatre (Teatro Real Cinema, Madrid, 2004). Direcció: Francisco Vidal. Intèrprets: Pedro Osinaga, África Gozalbes.
- Teatre (Teatro Fernán Gómez, Madrid, 2015). Intèrprets: Silvia Marty, Adam Jezierski, Antonio Lagar, Adela Estévez, Miriam Fernández i Juan Carlos Mestre.

## Premis
Fotogramas de Plata 1982
| Categoria                  | Persona          | Resultat |
| -------------------------- | ---------------- | -------- |
| Millor intèrpret de teatre | Rosa Maria Sardà | Nominada |